# 光甾醇
光甾醇（英語：Lumisterol，又叫光固醇，(3b,9b,10a,22E)-Ergosta-5,7,22-trien-3-ol）是一种分子式为C28H44O的类固醇化合物，是麦角固醇的(9β,10α)立体异构物。过去的维生素D1实际上是维生素D2和光甾醇的混合物，光甾醇可通过σ[1,7]迁移反应转化为维生素D2。
光甾醇还有一种与7-脱氢胆固醇相似的类似物，称为光甾醇3。